# David di Donatello 1996
La 41a edició dels premis David di Donatello, concedits per l'Acadèmia del Cinema Italià va tenir lloc el 8 de juny de 1996 al Teatro Eliseo de Roma.

## Guanyadors

### Millor pel·lícula
- Ferie d'agosto, dirigida per Paolo Virzì
- Celluloide, dirigida per Carlo Lizzani
- Bellesa robada, dirigida per Bernardo Bertolucci
- L'uomo delle stelle, dirigida per Giuseppe Tornatore

### Millor director
- Giuseppe Tornatore - L'uomo delle stelle
- Bernardo Bertolucci - Bellesa robada
- Carlo Lizzani - Celluloide
- Paolo Virzì - Ferie d'agosto

### Millor director novell
- Stefano Incerti - Il verificatore
- Mimmo Calopresti - La seconda volta
- Leonardo Pieraccioni - I laureati

### Millor argument
- Furio Scarpelli, Ugo Pirro i Carlo Lizzani - Celluloide
- Francesco Bruni i Paolo Virzì - Ferie d'agosto
- Fabio Rinaudo i Giuseppe Tornatore - L'uomo delle stelle

### Millor productor
- Pietro Innocenzi i Roberto Di Girolamo - Palermo Milano solo andata
- Angelo Barbagallo i Nanni Moretti - La seconda volta
- Amedeo Pagani - To Vlemma tu Odissea

### Millor actriu
- Valeria Bruni Tedeschi - La seconda volta
- Lina Sastri - Celluloide
- Laura Morante - Ferie d'agosto
- Virna Lisi - Va' dove ti porta il cuore

### Millor actor
- Giancarlo Giannini - Celluloide
- Sergio Castellitto - L'uomo delle stelle
- Ennio Fantastichini - Ferie d'agosto
- Giancarlo Giannini - Palermo Milano solo andata

### Millor actriu no protagonista
- Marina Confalone - La seconda volta
- Stefania Sandrelli - Ninfa plebea
- Lina Sastri - Vite strozzate

### Millor actor no protagonista
- Leopoldo Trieste - L'uomo delle stelle
- Raoul Bova - Palermo Milano solo andata
- Alessandro Haber - I laureati

### Millor músic
- Manuel De Sica - Celluloide
- Ennio Morricone - L'uomo delle stelle
- Armando Trovaioli - Romanzo di un giovane povero

### Millor fotografia
- Alfio Contini - Al di là delle nuvole
- Darius Khondji - Bellesa robada
- Dante Spinotti - L'uomo delle stelle

### Millor escenografia
- Francesco Bronzi - L'uomo delle stelle
- Enrico Job - Ninfa plebea
- Gianni Silvestri - Bellesa robada

### Millor vestuari
- Jenny Beavan - Jane Eyre
- Beatrice Bordone - L'uomo delle stelle
- Luciano Sagoni - Celluloide

### Millor muntatge
- Cecilia Zanuso - Pasolini, un delitto italiano
- Ugo De Rossi - Palermo Milano solo andata
- Massimo Quaglia - L'uomo delle stelle
- Pietro Scalia - Bellesa robada
- Carla Simoncelli - Vite strozzate

### Millor enginyer de so directe
- Giancarlo Laurenzi - Palermo Milano solo andata
- Massimo Loffredi - L'uomo delle stelle
- Alessandro Zanon - La seconda volta

### Millor actriu estrangera
- Susan Sarandon - Pena de mort (Dead Man Walking)
- Emmanuelle Béart - Nelly et Monsieur Arnaud
- Emma Thompson - Sentit i sensibilitat (Sense and Sensibility)

### Millor actor estranger
- Harvey Keitel - Smoke (Smoke)
- Michel Serrault - Nelly et Monsieur Arnaud
- Woody Allen - Poderosa Afrodita (Mighty Aphrodite)

### Millor pel·lícula estrangera
- Nelly et Monsieur Arnaud (Nelly et monsieur Arnaud), dirigida per Claude Sautet
- Poderosa Afrodita (Mighty Aphrodite), dirigida per Woody Allen
- Smoke, dirigida per Wayne Wang

### David especial
- Virna Lisi pel prestigi de la seva carrera
- Rita Cecchi Gori per haver participar en el major nombre de pel·lícules destacades i de qualitat produïdes durant la temporada '95 -'96
- Aurelio De Laurentiis per l'atenció i el compromís empresarial mostrat en les darreres temporades cinematogràfiques que l'han vist protagonista de la indústria cinematogràfica nacional, obtenint importants resultats de mercat a través d'una alta rendibilitat i audiència freqüència i, alhora, dur a terme importants iniciatives de producció i distribució, amb especial atenció al cinema italià i europeu
- Giovanni Di Clemente durant tota la seva activitat en el camp de la producció cinematogràfica des del 1983 fins avui

### David a la carrera(pel 40è aniversari)
- Vittorio Gassman
- Gina Lollobrigida